# 瓦解
| ウィキペディアには「瓦解」という見出しの百科事典記事はありません（タイトルに「瓦解」を含むページの一覧/「瓦解」で始まるページの一覧）。 代わりにウィクショナリーのページ「瓦解」が役に立つかもしれません。 |